# Clarence 13X
Clarence 13X (ur. jako Clarence Jowars Smith 22 lutego 1928 w Danville w stanie Wirginia, zm. 13 czerwca 1969 w Nowym Jorku w Harlemie) był założycielem oraz liderem ruchu religijno-społecznego o nazwie Pięcioprocentowcy, którego członkowie zwracali się do niego Allah lub Ojciec.

## Życiorys
Clarence 13X przyszedł na świat 22 lutego 1928 roku małym mieście Danville w stanie Wirginia jako Clarence Jowars Smith. Był piątym dzieckiem Louisa i Mary Smithów. Jego dzieciństwo przypadało na okres, kiedy w Stanach Zjednoczonych wciąż działały prawa Jima Crowa oraz segregacja rasowa, więc czarna ludność była odseparowana od białej. 
W 1940 jego matka Mary oraz starszy brat przeprowadzili się do Nowego Jorku w poszukiwaniu pracy. W 1946 roku Clarence dołączył do nich i przez kilka lat pracował w wielu dorywczych pracach (m.in. sprzedawał owoce na ulicy). W Harlemie Clarence wpadł w sidła hazardu i to uzależnienie pozostało już z nim do końca życia.
W 1946 roku poznał Jowers Willeen, z którą stworzył nieformalny związek. Smith i Willeen mieli ze sobą dwójkę dzieci: A-Allaha (ur. 1949) oraz B-Allaha (ur. 1951). Związek z Willen rozpadł się, a Clarence poślubił kobietę o imieniu Dora. Z Dorą miał dwójkę dzieci Clarence’a oraz Christine.
W 1950 roku wstąpił do armii aby walczyć w wojnie koreańskiej, mimo to regularnie wysyłał swojej rodzinie pieniądze zdobyte głównie dzięki hazardowi. Po skończeniu służby Clarence został odznaczony medalem za Służbę w Korei z Brązową Gwiazdą (Korean Service Medal with a Bronze Service Star) oraz Medal za Służbę Narodom Zjednoczonym (United Nations Service Medal). Do 1960 roku służył w United States Army Reserve.
Smith dołączył do Narodu Islamu, do którego przynależała również jego żona. Został członkiem Świątyni Numer 7 (Temple Number 7) w Harlemie w Nowym Jorku, gdzie pastorem był Malcolm X. Tam postanowił zmienić swoje imię na Clarence 13X. Człon 13X symbolizował, że był trzynastym członkiem o imieniu Clarence, która dołączyła do świątyni. Clarence 13X był znany ze swoich umiejętności w sztukach walki oraz swojej zdolności mówczych, które sprawiły, że szybko stał się w grupie uczniem-pastorem. Kwestionował on jednak nauki Wallace’a Farda Muhammada, co bardzo nie spodobało się grupie. Clarence 13X otrzymał upomnienie, jednak nie zaprzestał krytyki Farda Muhammada i w rezultacie został usunięty z organizacji.

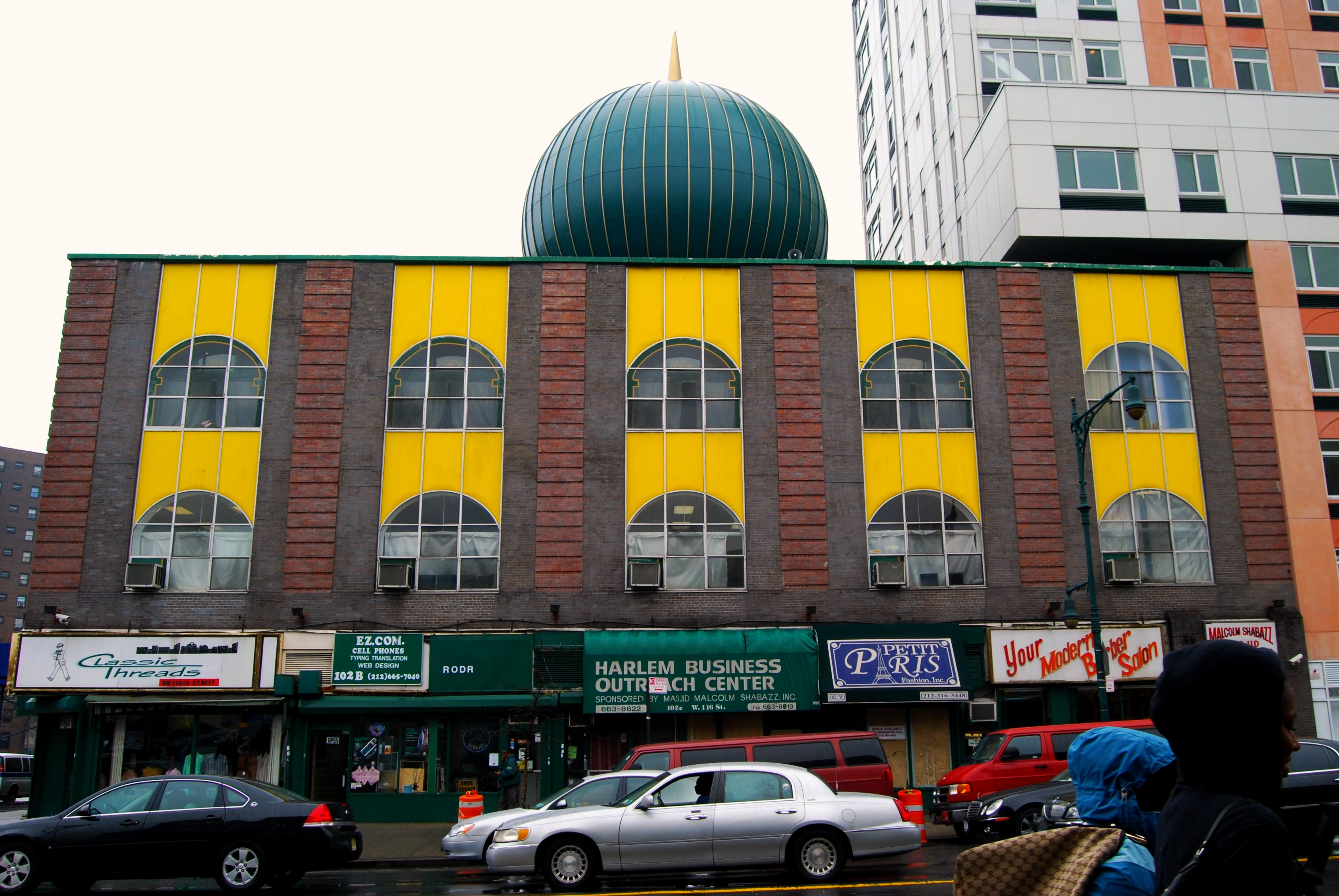
Meczet Nr 7 założony przez członków Narodu Islam

Po odejściu z grupy Smith zaczął nauczać na ulicach Harlemu, a potem również w innych miastach, gdzie zdobywał nowych uczniów. Clarence 13X głosił, że każdy czarny, brązowy, czerwony człowiek może stać się Bogiem przez życie w prawości. W celu rozprzestrzenia jego nauk stworzył system przypominający mistyczne tradycje, który nazwał Najwyższa Matematyka (ang. Supreme Mathematics), który jest szeregiem zasad związanym z liczbami od 0-9 oraz Najwyższy Alfabet (ang. Supreme Alphabet), który z kolei jest interpretacją alfabetu łacińskiego, gdzie każda litera odpowiada odpowiedniemu wyrazowi.
31 maja 1965 roku Clarence Smith wygłaszał swoje nauki na ulicach Nowego Jorku, kiedy został aresztowany pod zarzutami napaści, pobicia, zakłócania porządku publicznego, stawiania oporu, tworzenia nielegalnych zgromadzeń, herezji oraz posiadania marihuany. Podczas rozprawy Clarence 13X odmówił adwokata twierdząc, że jest on Allahem i będzie bronić się sam, oraz że nie zamierza podlegać prawom diabła. Sędzia uznał go za niepoczytalnego i skazał go na pobyt w nowojorskim Bellevue Hospital na oddziale psychiatrycznym. Według akt FBI Clarence 13X uważał, że biały człowiek jest diabłem z natury i dlatego żaden diabeł nie może sądzić „sprawiedliwego“. Jego diagnoza została sklasyfikowana jako reakcja schizofreniczna, typu paranoicznego. W ośrodku pozostał do 1967 roku.
Clarence 13X został zastrzelony 13 czerwca 1969 roku w Harlemie. Sprawcy do dziś nie zostali zatrzymani, ale głównymi podejrzanymi byli członkowie Narodu Islamu, którzy sprzeciwiał się naukom Smitha.

## Clarence 13X w kulturze

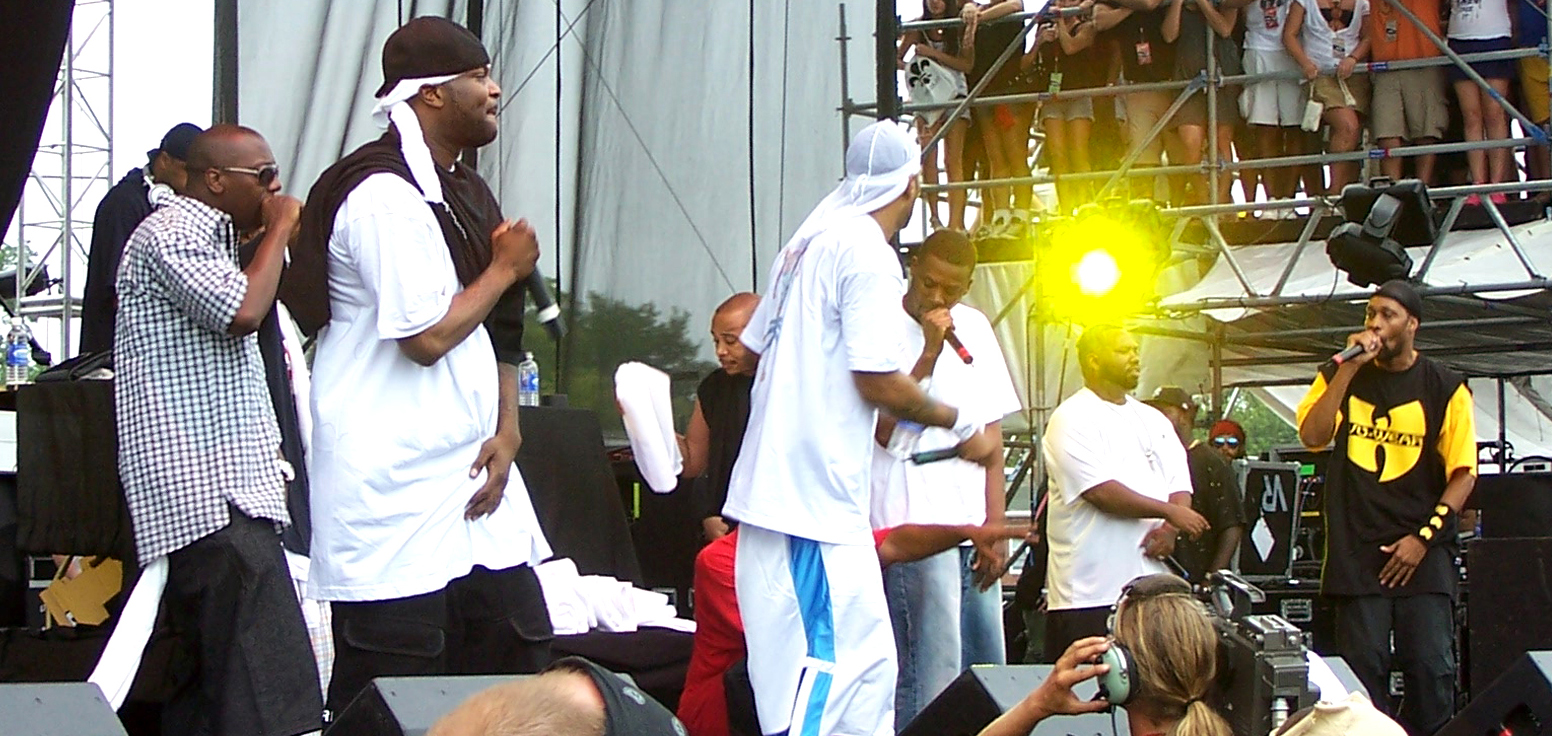
Wu-Tang Clan byli jednymi z głównych przedstawicieli pięcioprocentowców w latach 90.

Wraz z pojawieniem się w latach 70. hip-hopu, nauki Clarence 13X szybko rozprzestrzeniały się wśród biednej czarnej społeczności, która była przeciwna gorszemu traktowaniu jednak największy boom na nauki pięcioprocentowców pojawił się w latach 80. i 90. wraz z pojawieniem się takich wykonawców jak Brand Nubian, Poor Righteous Teachers, Eric B. & Rakim, Wu-Tang Clan, Black Sheep czy Black Moon. W tym czasie wielu raperów zmieniało swoje pseudonimy artystyczne dodając do nich często słowa „Allah”, „God” i „Born”.
Wielu raperów w swoich tekstach używa również Najwyższego Alfabetu oraz Najwyższej Matematyki, przez co wiele utworów może wydawać się niezrozumiałych dla osób nie związanych z Narodem. Dla przykładu Ghostface Killah w utworze „Wildflower” rapuje: „I'm God-Cipher-Divine”, co oznacza Boga (G-O-D) w Najwyższym Alfabecie. Również wiele grup tworzyło swoje nazwy używając Najwyższego Alfabetu i tak nazwa Wu-Tang jest akronimem od „Wisdom of the Universe and the Truth of Allah for the Nation of the Gods” (Mądrość wszechświata i prawda Allaha dla Narodu Bogów i Ziem).
W 2006 roku amerykański raper Lord Jamar wydał album zatytułowany The 5% Album, który w całości poświęcony jest naukom Narodu Bogów i Ziem. Na albumie znalazł się utwór „Greatest Story Never Told”, który jest biografią Clarence 13X. Ten sam raper wcielił się w postać Supreme Allaha w serialu Oz.
W 2007 roku ukazał się pierwszy tom książki Wakeela Allaha zatytułowany In the Name of Allah, Vol. 1: A History of Clarence 13X and the Five Percenters. Książka przedstawia historię powstania Narodu oraz życia Clarence’a Smitha. Część druga została wydana w 2009 roku.